# Robert Williamson III
Robert Williamson III (* 7. November 1970 in Dallas, Texas) ist ein professioneller US-amerikanischer Pokerspieler. Er gewann 2002 ein Bracelet bei der World Series of Poker.

## Persönliches
Williamson wuchs mit seinen drei Schwestern in Granbury auf und machte einen Abschluss zum Bachelor of Business Administration in den Fächern Finanzierung und Immobilien an der Angelo State University in San Angelo. Er ist verheiratet. Williamson erhielt zwischen 2002 und 2005 einen Magen-Bypass, um sein Körpergewicht von 200 auf 100 Kilogramm zu reduzieren.

## Pokerkarriere
Williamson begann bereits im Alter von zehn Jahren Poker zu spielen. Er lernte das Spiel von seinem Vater und gab später an, von Russ Hamilton am meisten gelernt zu haben.
Williamson ist ein ausgewiesener Omaha-Spezialist und hat bei der World Series of Poker in Las Vegas in etlichen Turnieren hervorragende Resultate erzielt:
- 1999: 2500 $ Pot Limit Omaha – 3. Platz (43.250 $)
- 2002: 5000 $ Pot Limit Omaha – Gewinner (201.160 $)
- 2003: 5000 $ Pot Limit Omaha – 3. Platz (47.400 $)
- 2004: 2000 $ Pot Limit Omaha – 2. Platz (103.580 $)
- 2005: 5000 $ Pot Limit Omaha – 2. Platz (353.115 $)
- 2007: 5000 $ Pot Limit Omaha mit Rebuys – 10. Platz (41.229 $)
- 2009 E: 5000 £ Pot Limit Omaha – 9. Platz (17.772 £)
- 2011: 2500 $ Seven Card Razz – 4. Platz (60.788 $)
- 2023: 1500 $ Big O – 2. Platz (194.814 $)

Zudem spielte sich Williamson zweimal beim Main Event der World Poker Tour in die Preisränge. Insgesamt hat er sich mit Poker bei Live-Turnieren über 2,5 Millionen US-Dollar erspielt.